# 松丸元気
松丸 元気（まつまる げんき、1970年7月12日 - ）日本のリングアナウンサー、ディスクジョッキー、脚本家。タレントとしての活動で以前はMC企画、プロダクション東京ドラマハウスに所属していた。京都府京都市出身。

## 経歴
- 1970年7月12日、京都市伏見区出身。元々は調理師志望で料理人を目指していたが、怪我の為断念。
- 幼少の頃から聞いていた深夜ラジオに多大な影響を受け、様々な仕事を経験し、後にラジオパーソナリティの仕事を目指す。
- 関西で数々のラジオ関係の仕事をしていたが、30歳の頃から東京に活動の場所を移す。
- 関西在住の頃から無類のプロレス・格闘技好きが高じて数々のプロレス関連の仕事を担当。
- 東京に活動の場を移してからは念願のプロレスのリングアナウンサーをする事になる。
- 女子プロレス団体最大手で業界最古参の全日本女子プロレスのリングアナウンサーの募集をきっかけにリングアナウンサーを務め、全女解散後はDDTプロレスリング、マッスル、ユニオンプロレス、プロレスリング・ゼロワンのリングアナウンサーを務め、2017年よりプロレスリング・ノアのリングアナウンサーとして活動。
- また声優関係の専門学校や養成所の講師なども努め、ラジオ番組の構成作家やラジオドラマの脚本も手掛ける。

## 人物
- 好きな色は赤と黒。
- 好きなアーティストはヒューイ・ルイス&ザ・ニュース。
- 趣味は映画鑑賞。スノボ。サバゲー。映画鑑賞は週に1度は映画館に足を運ぶ。
- 好きな映画は「ロッキー」「男はつらいよ」「メジャーリーグ」「蒲田行進曲」「機動警察パトレイバー the Movie」「バック・トゥ・ザ・フューチャー」。
- 自宅に500本以上の映画のDVDを所有している。
- ウイスキーが好きでまとまった休みが取れるとウイスキー蒸溜所の見学ツアーに参加している。

## ラジオDJ
- 小学生の頃から父親からもらった古いラジオ専用受信機（ソニー・スカイセンサー ICF-5600）で深夜ラジオを聴いていて、ラジオの世界に興味を持つ様になる。当時良く聴いていた番組はKBS京都ラジオの「ハイヤングKYOTO」とラジオ大阪の「OBCヤングラジオ」「サタディ・バチョン」。特にハイヤングKYOTOには多大な影響を受けており、中でもつボイノリオや若宮テイ子、寺島まゆみにはかなりの影響を受けている。
- 様々な深夜放送を聴いていたが、当時ラジオ大阪でネット放送をしていた「mamiのRADIかるコミュニケーション」を偶然に聴いて小森まなみにハマり、当時かなりのおっかけリスナーをしていた。
- ラジオの世界の仕事を目指すきっかけはつボイノリオと小森まなみであり、その後もつボイノリオとは定期的な付き合いがあり、小森まなみとは赤坂のフラミンゴスタジオで再会している。
- 25歳の時に当時所属していた関西の事務所でオリックス・ブルーウェーブ（現：オリックス・バファローズ）のスタジアムFMのDJを担当していたが、その時につボイノリオのハイヤングKYOTOの復活を聞き、KBS京都に挨拶に行った際に当時つボイノリオを担当していた福井ディレクターの目に留まり、秋の番組のメインパーソナリティに抜擢される。
- オリックス・ブルーウェーブのスタジアムFMのDJの話が来た当初は殆ど野球を知らず（例えば、ショートの位置やスコアボードに掛かれている守備番号等）、関係者を困惑させていた。
- 1996年のオリックス・ブルーウェーブのホームでの2年連続のリーグ優勝時にスタジアムDJを担当。先輩の三嶋真路が別の仕事で入れなかった為であるが、その時の思い出の印象が強く、今でも好きなプロ野球チームはオリックス・バファローズである。
- 初めて担当したAMラジオ番組での番組パートナーは、往年の名俳優・牧冬吉の夫人である牧吉佐登（旧芸名:藤吉佐登）。牧吉佐登はつボイノリオの番組にも度々ゲスト出演し、またつボイとは一緒にレコードも出している間柄である。
- 牧吉佐登はナイターオフのこの時間での番組パーソナリティを長年担当していたが、当時、松丸は初めてのメインからの緊張や不慣れな進行で牧吉佐登やスタッフには多大な迷惑をかけたが、それから約10年後に同時間帯の吉佐登の番組に電話出演に呼ばれた事が相当嬉しかったと述懐している。
- 番組で頂いたFAXやハガキのお便りの内容は未熟な進行のお叱りのお便りが多かったが、番組の最終回で頂いたお叱りのお便りを幾つか紹介した。「何を喋っても、何も帰ってこないより、お叱りのお便りでも頂けたのは、きちんと番組を聴いて頂いている証であり、それがとても嬉しかった」と話した。この件で担当の福井ディレクターからは初めて褒められ、それらのお便りは今も大事に保管している。
- この時の経験がきっかけとなり「必要以上に自分を飾っても直ぐにメッキが剥がれる。受け入れてもらえる（聴いてもらえる）為には自分の言葉で話す事を心掛ける様になった」と言う。
- 深夜放送の「M3森谷威夫のモリモリマニア」のプロレスコーナー担当時にゲストとして、プロレスラーの冬木弘道、ハヤブサ、小橋建太、三沢光晴、桜庭和志、関本大介、山川竜司（※桜庭、関本、山川は電話出演）、下田美馬、三田英津子、大向美智子らが出演。番組ゲストとして日髙のり子や水樹奈々が出演している。
- その後も深夜番組などに関わり、現在もWebラジオ等を担当している。

## 脚本家
- 脚本家として「M3森谷威夫のモリモリマニア」のラジオドラマのコーナーで脚本家デビュー。
- 脚本家としての勉強を本格的にしていた訳ではないので、書き方の書式なども自己流。（後に脚本の書き方を初歩ではあるが学んでいる）
- FM滋賀の特番として「Dream Of Antarctica ～南極大陸の夢～」の構成・脚本を担当。これが2008年度 社団法人 日本民間放送連盟の 連盟賞 ラジオ番組教養部門 優秀賞を受賞する。
- 翌年、特番「マザーレイク・ストーリー ～伝説の琵琶湖湖族たち～」の企画・構成・脚本を担当。2009年度の 社団法人 日本民間放送連盟 日本放送文化大賞 ラジオ部門で近畿地区グランプリ受賞。JFN賞 企画部門 地域賞受賞を受賞する。

## 講師
- 数々の声優関係の専門学校や養成所の講師として勤めている。
- 教え子として中嶋あき、中嶋ヒロ、後藤ヒロキ、伊波杏樹、サヘル・ローズがいる。

## リングアナウンサー
- 関西在住の頃からプロレス関連のイベントなどの司会をしていたが、プロレスに携われる仕事としてリングアナウンサーになるチャンスを探していた。旗揚げしたばかりの吉本女子プロレスや大阪プロレス、また旗揚げ直前のKAIENTAI-DOJOにも連絡やアポイントを取ったが、いずれもタイミングや条件（主に距離の問題）で断念。東京に出てきてから、全日本女子プロレスで念願のリングアナウンサーとしてデビューする。
- 全日本女子プロレスのリングアナウンサーは募集を見て応募したのがきっかけ。当時同期の今村貴則がリングアナとして決まっていたが“リングアナは多いに越した事がない”と言う理由（実際に松丸や今村以外にも全女にはベテランの今井良晴や大ベテランの氏家清春が在籍しており、まったくリングアナがいなかった訳ではない。リングアナの数だけ取ってみれば、当時でも業界で最多のリングアナを抱えてた事になる）とラジオDJ等の経験が多少なりともあったため採用となった。リングアナウンサーとしての手解きは先輩リングアナの今井良晴から受けている。
- リングアナウンサーデビューは2003年10月5日、後楽園ホールの前村早紀対松尾永遠戦。リングアナデビューがプロレスの聖地・後楽園ホールであることや、その試合が当時スカイパーフェクTV!のFIGHTING TV サムライでの録画中継が入っていた緊張から、普段から高い声が更に裏返ってコールをしてしまい、後でかなり怒られた。
- 当時からインターネットラジオDJや声優専門学校の講師をしていた為、関東近郊の試合やビッグマッチ時のみリングアナとして登場していた。
- 初のメインイベントでの担当は2004年7月18日、後楽園ホールのオールパシフィック王座決定トーナメント決勝戦でのHikaru対西尾美香戦。
- 関西在住時に一度、シュートボクシングのリングアナウンサーのオーディションを受けている。
- 全女解散興行まで在籍していた後、DDTプロレスリング等のリングアナウンサーを勤めた。
- 2013年10月1日に後楽園ホールで開催された今井良晴追悼興行に参加。第1試合を担当した。
- 2017年6月から、プロレスリング・ノアでリングアナウンサーとして活動。諸事情により2019年10月にて退社。
- コール時のスタイルが今までのノアのリングアナウンスのパターンとは違い、所謂全女スタイルのアナウンス。パウンドの箇所を立ててコールするスタイルも今井良晴リングアナのスタイルに似ている。

## メディア出演

### リングアナウンサー
- 全日本女子プロレス
- DDTプロレスリング
- マッスル
- ユニオンプロレス
- 今井良晴追悼興行（今井良晴追悼興行実行委員会）
- 高円寺フェス2013
- プロレスリングZERO1
- プロレスリング・ノア

### ラジオ
- M3森谷威夫のモリモリマニア（KBS京都）
- フリーウェーブ水曜日－元気・典子のチョベリグ・ジョッキー（KBS京都）
- フリーウェーブ水曜日－吉佐登・元気のカルチャークロスロード（KBS京都）
- 熱唱!ファイティングジョッキー（KBS京都）
- ミュージックパラダイス・ミッドナイトドラマ（ABC）
- グリーンスタジアム神戸 オリックス・ブルーウェーブ Stadium-Radio FM・B-WAVE
- プロレス・トーキングプログラム プロレスQ（fmGIG）
- Wrestle Radi-Cul Wave（fmGIG）
- レッスル・インディーズハート（fmGIG）
- マツ○GT（fmGIG）
- 京都JOYPOLIS アミューズメントRADIO 松丸元気のサウンド・コミュニケーション・スクウェア
- 梅田ダイヤモンド地下街 サテライト放送
- TAITOステーション・アミューズメントFM
- マツ○GT-R（ねっとらじお局!+粋+〜Radioスペース〜）
- つボイ＠ラジオ（インターネットラジオ『ハラショー』）

### WebTV
- オタマニ研究所（CH-EASY）

### USTREAM
- Bar Sands Presents 親父・元気の亀アリ・乾杯!

### イベントMC
- ラゾーナ川崎 ナムコ・ワンダーパークヒーローズベース 「声優TALK LIVE SHOW VOICE OVER」
- 大阪Panasonic Axess 「プロレス・トークLIVE」
- 京都NEGAPOSI「プロレスTalking Live 賛否両論」
- 京都LIVE SPOT RAG「木屋町ゴールデンアワー・サルでも分かるプロレス教室」
- ジョイポリスお笑いハリケーン
- 冴沢鐘己 LIVE MC（京都KBSホール）
- ウルトラセブン21 キャラクターショー
- 箕面温泉スパーガーデン カラオケショー

### TV
- ジョージ・ポットマンの平成史（テレビ東京）
- 1億3千万人のエピソードバラエティー コレってアリですか?（日本テレビ）
- FIGHTING TV サムライ (スカイパーフェクTV!)
- 快傑えみちゃんねる (関西テレビ)
- 日曜ビッグバラエティ （テレビ東京）
- 空から日本を見てみよう plus（BSジャパン）

### ナレーション
- ナムコ ロケーション・コンベーション N-1グランプリ（ナムコ）
- ラゾーナ川崎プラザ ナムコワンダーパークヒーローズベース オープニングレセプション（ナムコ）
- 全日本プロレス ※興行告知放送ナレーション

### CM
- じゃマール（リクルート）
- ぴあ（ぴあ）

### PV
- Ooo Baby（EXILE ATSUSHI）

### オーディオドラマ
- KIZUNA

### PCゲーム
- モルモット

### ドラマ
- TBS大型時代劇スペシャル・平清盛（TBS）
- 年末時代劇スペシャル・源義経（日本テレビ）

### 雑誌
- 関西ウォーカー（角川マガジンズ）
- KANSAI1週間（講談社）
- 週刊プロレス（ベースボールマガジン社）
- BIG tomorrow（青春出版社）

### 舞台
- 雨上がりの扉（スタジオヴァリエ）
- 十三夜（しが県民芸術創造館・近江の国演劇祭 出品作品）
- 宇宙蒸発（近江表現結社）

## 脚本・構成・執筆・講師・企画

### 脚本・構成
- マザーレイク・ストーリー ～伝説の琵琶湖湖族たち～ （FM滋賀）
2009年度 社団法人 日本民間放送連盟 日本放送文化大賞 ラジオ部門 近畿地区グランプリ受賞
2009年度 JFN賞 企画部門 地域賞受賞
- Dream Of Antarctica ～南極大陸の夢～ （FM滋賀）
2008年度 社団法人 日本民間放送連盟 連盟賞 ラジオ番組教養部門 優秀賞受賞
- 森谷威夫のモリモリマニア 声優になろうスペシャル ～グリーンヒストリー～ （KBS京都）
2000年度 社団法人 日本民間放送連盟 ラジオ番組バラエティ部門 参加作品
- マザーレイク・ストーリー ～沖島物語 心のたからもの～ （FM滋賀）
2010年度 社団法人 日本民間放送連盟 連盟賞 ラジオ番組教養部門 参加作品
- Wonder Of Antarctica ～南極大陸の不思議～ （FM滋賀）（2008年） ※南極特番 第2弾
- Future Of Antarctica ～南極大陸の未来～ （FM滋賀）（2008年） ※南極特番 第3弾

### 脚本
- 「e-Xtreme Makers（イーエクストリーム・メーカーズ）」（1999年）※全3話
- 「ビート・ナックル」（1999年）※全3話
- 「ビューティ・アスリート・ファイター ファルシオン」（2000年）※全3話
- 「電狼Solid」（2000年）※全3話
- 「楽しい夕食」（2000年）
- 「e-Xtreme Dynamite（イーエクストリーム・ダイナマイト）」（2000年）※全3話
- 「ヴァニラ・ビーンズ」（2000年～2001年）※全24話放送
- 南かおりのHello Musicらんど ※ラジオドラマコーナー（KBS京都）
- 「雨に唄えば」（2008年）
- 「キライな女」（2008年）
- 「6月の雨のナンクル」（2010年）

### 執筆
- 週刊プロレス（ベースボールマガジン社） エッセーストリート'97

### 構成
- 里見まさとのSCAN KYOTO（KBS京都）
- 金村義明の健康ですいすい（ラジオ大阪）
- ぽじポジたまご（KBS京都） ※番組コーナー
- LSM（e-radio）

### 講師
- 代々木アニメーション学院
- 東京アニメーションカレッジ専門学校
- 東京アニメーター学院

### 企画
- トークLIVEイベント